# 2004 en Lorraine
Chronologie de la Lorraine
- 2000
- 2001
- 2002
- 2003
- 2004
- 2005
- 2006
- 2007
- 2008

Cette page est une liste d'événements qui se sont produits durant l'année 2004 en Lorraine.

## Éléments de contexte
- La Base aérienne 136 Toul-Rosières est désaffectée et reconvertie en centrale solaire photovoltaïque par EDF énergies nouvelles, d'une capacité de 135 MWc, la centrale est fonctionnelle depuis 2012[1].

## Événements

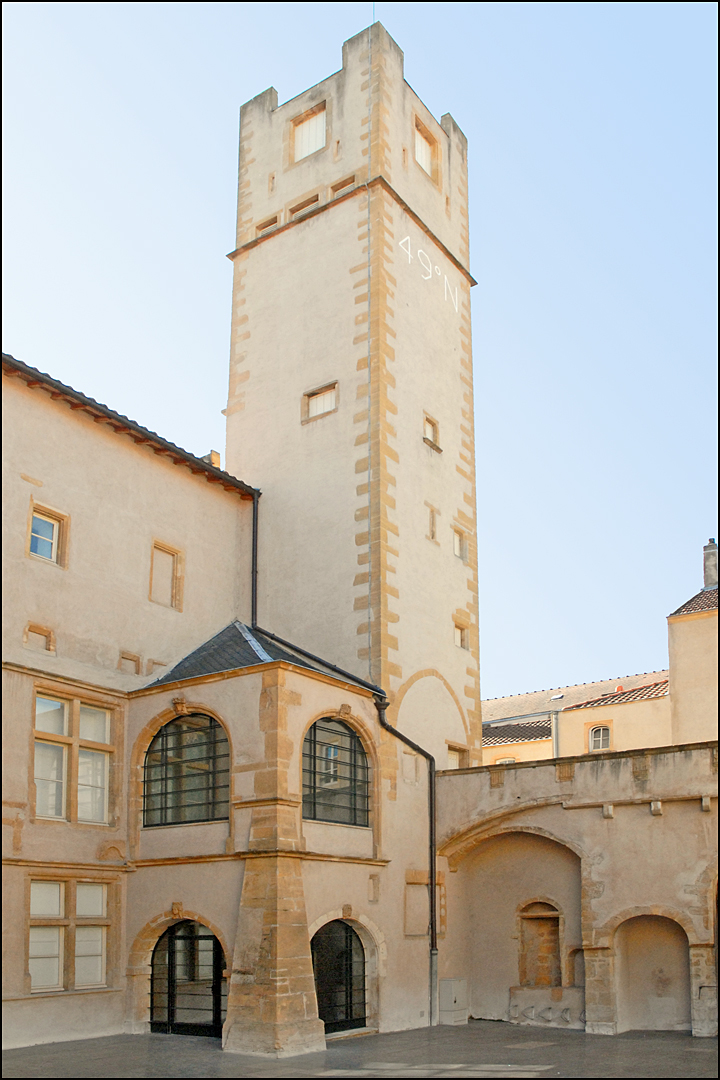
L'Hôtel Saint-Livier à Metz

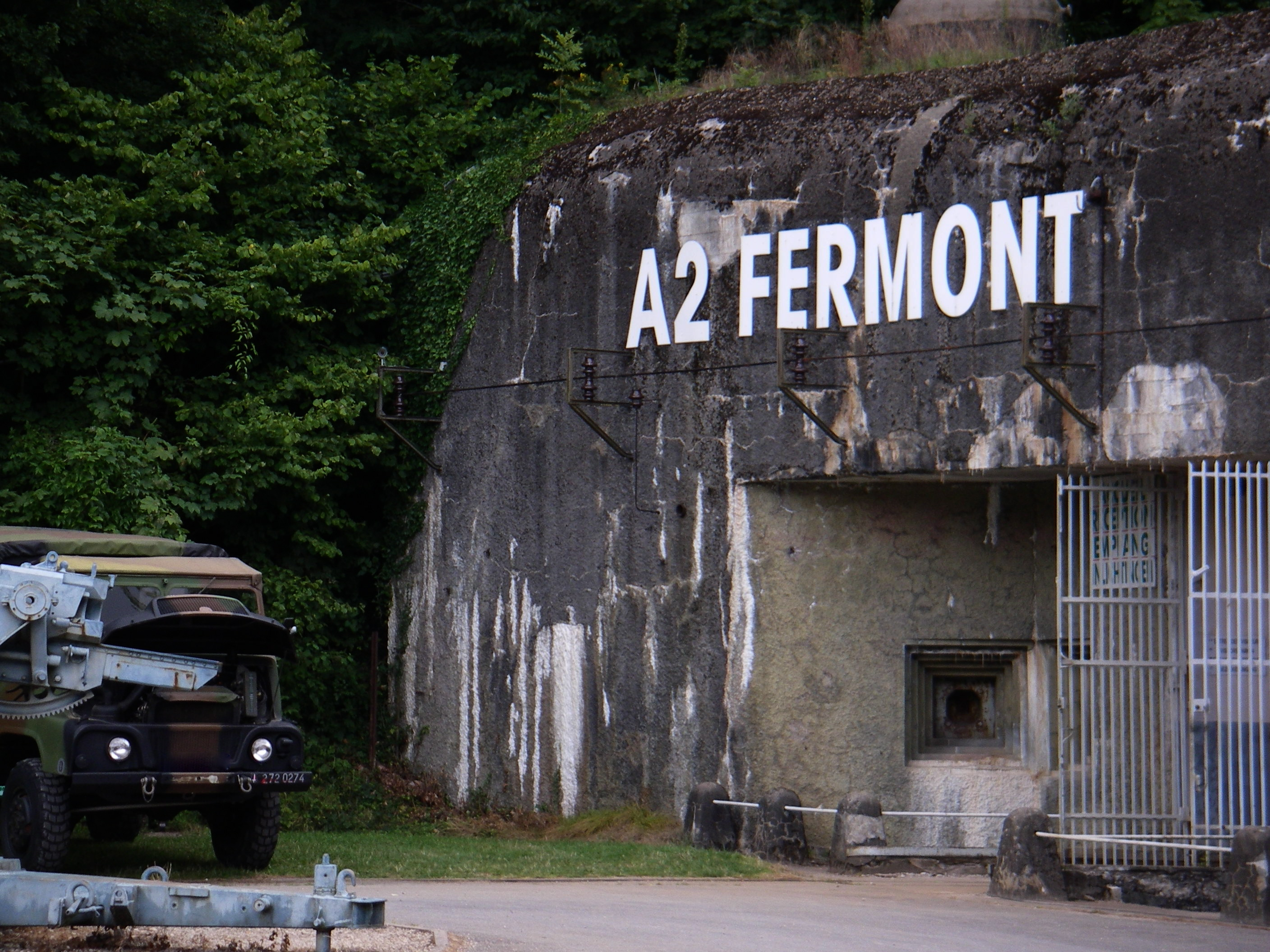
Gros ouvrage du Fermont.

- Des Lorrains médaillés olympiques à Athènes : Gaël Touya, champion olympique d'escrime. Xavier Rohart médaille de bronze avec Pascal Rambeau en Voile. Yannick Szczepaniakmédaille de bronze en Lutte après que son adversaire ait été disqualifié pour dopage, il ne reçoit sa médaille qu'en 2016. Julien Absalon remporte deux titres[2].
- Début des travaux de la LGV Est européenne en Lorraine[3].
- Fermeture de la dernière mine de charbon de la région à Creutzwald.
- Depuis la délocalisation de la fabrication de la Poupée Corolle en 2004[4], Petitcollin est la plus ancienne et la dernière fabrique française de poupées encore en activité en France[5]. À ce titre, l'entreprise a le label « Entreprise du patrimoine vivant » depuis 2007[6].
- Les Âmes grises, film français réalisé par Yves Angelo, sorti en 2005, est partiellement tourné en Meurthe-et-Moselle[7]
- Les Rivières pourpres 2 : Les Anges de l'apocalypse de Olivier Dahan, film partiellement tourné à Briey.
- Sortie de La Femme de Gilles, film de coproduction belge, française, suisse, italienne et luxembourgeoise, réalisé par Frédéric Fonteyne, et partiellement tourné en Meurthe-et-Moselle[8].
- Création de la revue trimestrielle En passant par la Lorraine.
- Sortie de Les Rivières pourpres 2 : Les Anges de l'apocalypse, film français réalisé par Olivier Dahan. Plusieurs scènes du film ont été tournées dans l'ancien bassin minier de Lorraine : dans les galeries de l'Ouvrage de Fermont, ouvrage de la ligne Maginot, ainsi qu'autour de l'Église Sainte-Barbe de Crusnes. Sans oublier les scènes du commissariat tourné à Longwy dans "les grands bureaux de Senelle" imposant bâtiment qui abritait l'administration d'une grande usine sidérurgique.
- Le Fonds régional d’art contemporain de Lorraine, organisme nomade créé en 1983, se fixe dans les bâtiments de l'hôtel Saint-Livier de Metz[9].
- L'Affaire Jacques Maire est une affaire criminelle française. Jacques Maire fut soupçonné dans les disparitions d'Odile Busset en 1983 et de Sandrine Ferry en 1985, et dans le meurtre de Nelly Haderer en 1987 dans la région de Dombasle-sur-Meurthe.

### Mars
- 21 et 28 mars : Élections régionales. Le rassemblement à gauche conduit par Jean-Pierre Masseret remporte les élections contre la majorité sortante, majorité Lorraine de Gérard Longuet[10],[11].
- 23 mars : le matériel de la Blanchisserie et teinturerie de Thaon est vendu aux enchères à la suite de la liquidation judiciaire du 21 octobre 2003[12].

### Avril

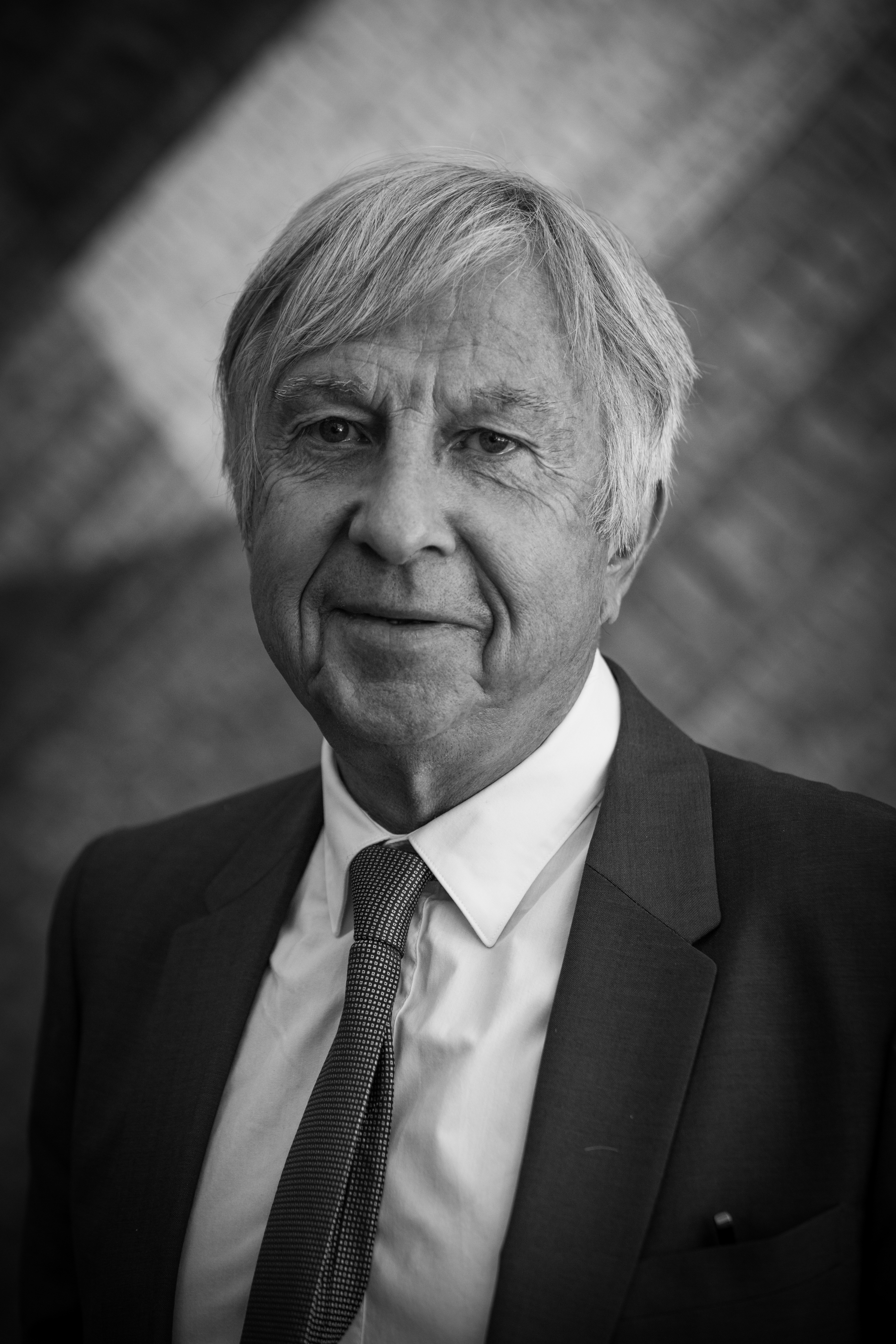
Jean-Pierre Masseret par Claude Truong-Ngoc en septembre 2015.

- 2 avril : élection de Jean-Pierre Masseret à la présidence du conseil régional de Lorraine[13],[14].
- L'Handball Metz Métropole remporte le titre national de handball féminin.
- 23 au 24 avril : 49e Rallye de Lorraine remporté par Eric MAuffrey et Karine Gehin sur une Ford Escort RD Cosworth[15].
- Les 23, 24 et 25 avril 2004 sous commande de Charbonnages de France, à l’occasion de la fermeture du dernier puits de mine de France (La Houve[16]), et en hommage à toute la profession minière le spectacle Les Enfants du charbon est présenté pour la première fois sur le site de La Houve. Sylvie Dervaux a écrit et mis en scène ce spectacle original dont elle a également assuré la direction artistique[17]. Elle est également l'auteur de la chanson l'Hymne aux enfants du charbon[18],[19].

### Mai
- 1 mai : Corinne Marchal-Tarnus[20] devient députée de la 1re circonscription de Meurthe-et-Moselle[21]

### Juin
- 5 juin : deuxième marche des fiertés LGBT (Gay Pride) à Metz[22].

### Août
- Nadège Théobald est élue reine de la mirabelle[23].

### Septembre

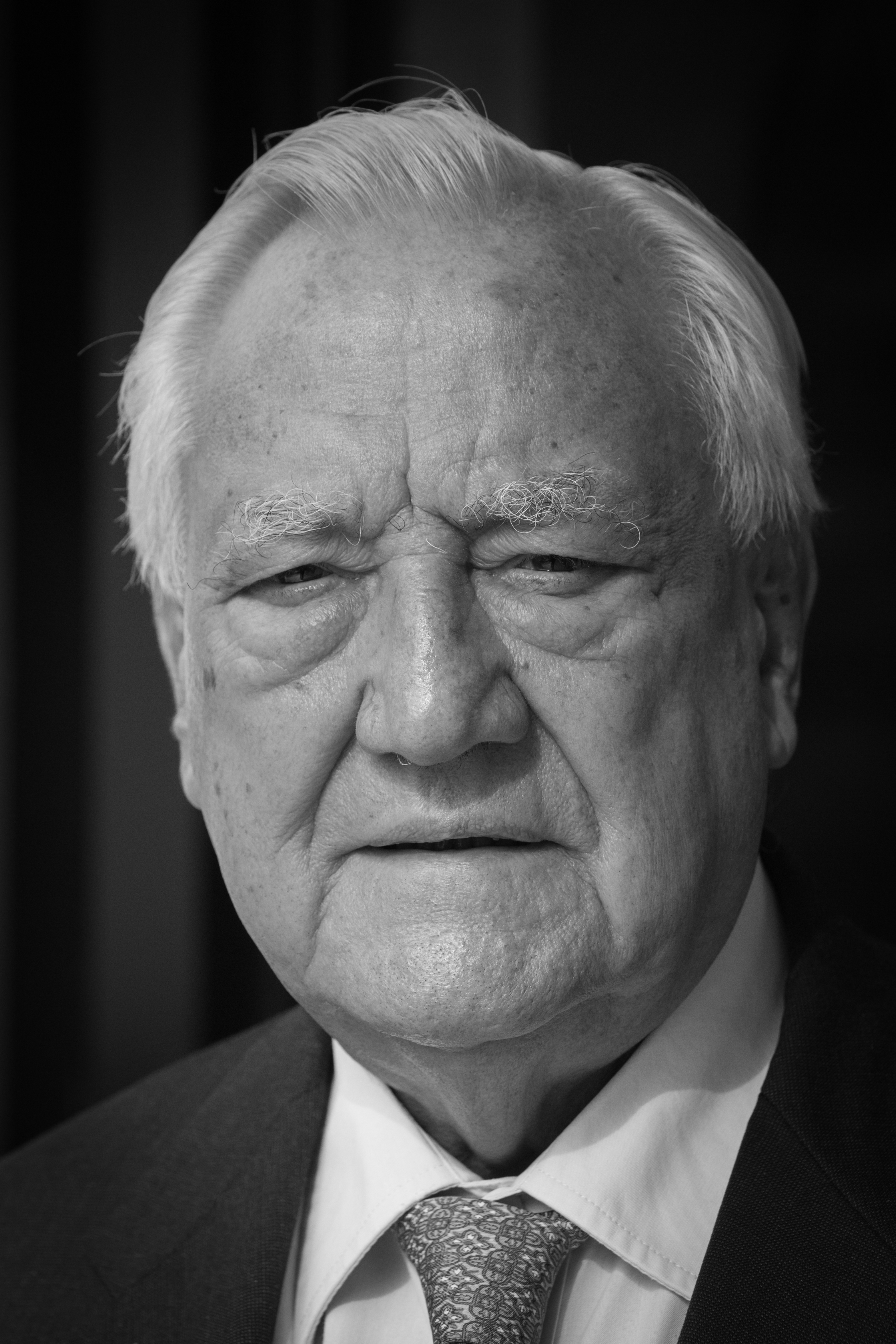
Christian Poncelet par Claude Truong-Ngoc en octobre 2013.

- Inauguration du collège Guy Dolmaire à Mirecourt[13]. L'établissement détient le record pour l'utilisation du bois dans un établissement scolaire en France[24].
- 26 septembre : élections sénatoriales dans les Vosges, sont élus : Christian Poncelet, UMP et Jackie Pierre, UMP également.
- 30 septembre, 1, 2 et 3 octobre : Festival international de géographie, à Saint-Dié-des-Vosges, sur le thème : Nourrir le monde, nourrir les hommes. Les géographes se mettent à table.

## Inscriptions ou classements aux titre des monuments historiques
- En Meurthe-et-Moselle : Maison Bloch à Nancy[25]
- En Moselle : Château de Hayes[26]
- Dans les Vosges : Château de Dommartin-sur-Vraine[27]; Château des Capucins[28]

## Décès
- 11 février à Nancy : Bruno (Nicolas-Victor) Condé est un spéléologue et zoologiste français, né le 5 mars 1920 à Nancy.
- 25 février à Saint-Maurice-sur-Moselle : Jacques Georges, né le 30 mai 1916 à Saint-Maurice-sur-Moselle dans les Vosges, sportif et responsable du football français.
- 3 avril à Metz : André Hess[29], footballeur français né le 5 mars 1933 à Montigny-lès-Metz (Moselle). Il était milieu de terrain.
- 14 mai à Nancy : Jean Schneider, médiéviste français, né le 3 novembre 1903 à Metz. Spécialiste de l'histoire du Bas-Moyen Âge, il fut professeur d'histoire médiévale à Nancy II et directeur d'études à l'École pratique des hautes études, IVe section. Il était membre de l'Académie des inscriptions et belles-lettres.
- 10 juin à Épinal : Antoine Argoud[30], né le 26 juin 1914 à Darney (Vosges), officier supérieur français. Il fait partie de l'Armée de Vichy en Afrique du Nord, puis combat dans l'Armée française de la Libération en Afrique et jusqu'en Allemagne. Après la guerre d’Algérie, il est condamné, en 1964, à la réclusion criminelle à perpétuité par la cour de sûreté de l'État pour son activité au sein de l'OAS et il est finalement amnistié en 1968.
- 3 juillet : Jean Bernard, homme politique français né le 22 septembre 1923 à Brabant-lès-Villers (Meuse)[31].
- 8 juillet à Metz : Robert Hayem, né le 26 septembre 1914 à Metz, haut fonctionnaire français. Il a eu un rôle décisif comme préfet des Ardennes en facilitant des regroupements d'agglomérations.
- 17 août à Nancy (Meurthe-et-Moselle) : Pierre Weber, né le 8 septembre 1911 à Lyon (Rhône), homme politique français.
- 15 octobre à Nancy : Jean Grandidier, né le 6 juillet 1917 à Châtel-sur-Moselle, footballeur français des années 1930 et 1940. Il a connu une brève carrière d'entraîneur.
- 31 octobre à Sarrebourg : Georges Thomas, né le 6 novembre 1909 à Dannelbourg en Moselle, homme politique français.
- 14 novembre à Nancy : André Gravier, né le 18 mai 1911 à Éloyes, polytechnicien, militaire et ingénieur des travaux publics français.